# Imamzadeh (Gəncə)
Il mausoleo di Imamzadeh o moschea dell'Imam Goy (in azero İmamzadə türbəsi) si trova a 7 km a nord di Gəncə (o Ganja), in Azerbaigian. È costituito da un complesso comprendente mura con ingressi, piccole moschee e monumenti funerari.  Il mausoleo, situato all'interno della moschea, custodisce la tomba di uno dei figli dell'Imam Muhammad al-Baqir, il quinto Imam dei musulmani sciiti.

## Storia

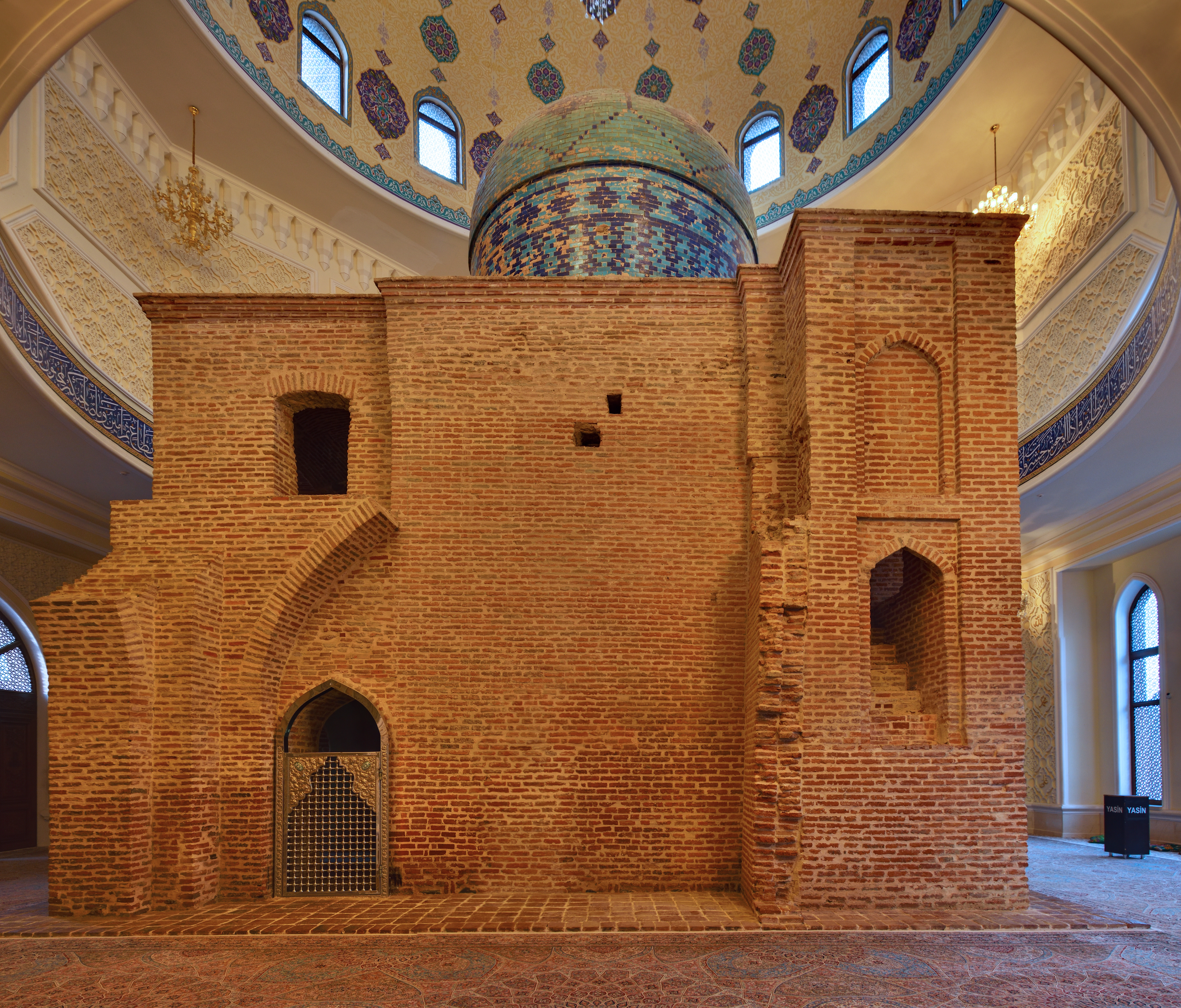
Il mausoleo

La costruzione del Mausoleo di Imamzadeh nella città di Gəncə in Azerbaigian fu realizzata nell'VIII secolo. Secondo l'iscrizione rinvenuta all'interno del mausoleo, i figli di Mohammad al-Baqir, considerato una delle personalità più sacre dell'Islam sciita, lasciarono la madrepatria e si trasferirono in Azerbaigian e Iran per sfuggire ai circoli dirigenti del Califfato omayyade (661-750), che condussero la persecuzione contro i rappresentanti del Profeta dell'Islam. İmam Ibrahim e Ismail giunsero nelle città dell'Azerbaigian – Barda e Gəncə, dove però furono uccisi dai loro nemici. I mausolei furono eretti sulle tombe dell'Imam Ismail a Barda e dell'Imam Ibrahim a Gəncə. L'iscrizione è composta da una piccola targa in marmo al primo piano della tomba di Imamzadeh.
Nel medioevo furono effettuati lavori di restauro e ricostruzione nel territorio del Mausoleo di Imamzadeh. Nel XV e XVI secolo, a seguito del rafforzamento dello Sciismo, si prestò particolare attenzione alla costruzione di grandi strutture, all'uso di attributi religiosi e al nuovo artigianato nella riparazione e nel restauro del mausoleo.
Le informazioni di base sul restauro degli antichi monumenti, edifici storici e siti religiosi di Gəncə risalgono ai secoli XVIII-XIX. Ciò è dovuto al fatto che i lavori di restauro erano eseguiti a livello ufficiale, direttamente da persone privilegiate.
Durante il regno di Javad Khan (1786–1804), furono effettuati importanti lavori di ristrutturazione nel mausoleo e gli architetti del palazzo Karbalai Sadiq guidarono i lavori.
Tra il 1878 e il 1879, il mausoleo di Nizami Ganjavi e il complesso di Imamzadeh furono nuovamente ricostruiti dal capo del secondo reggimento di cavalieri musulmani dell'esercito dello zar russo, il maggiore generale Israfil bey Yadigarzadeh.

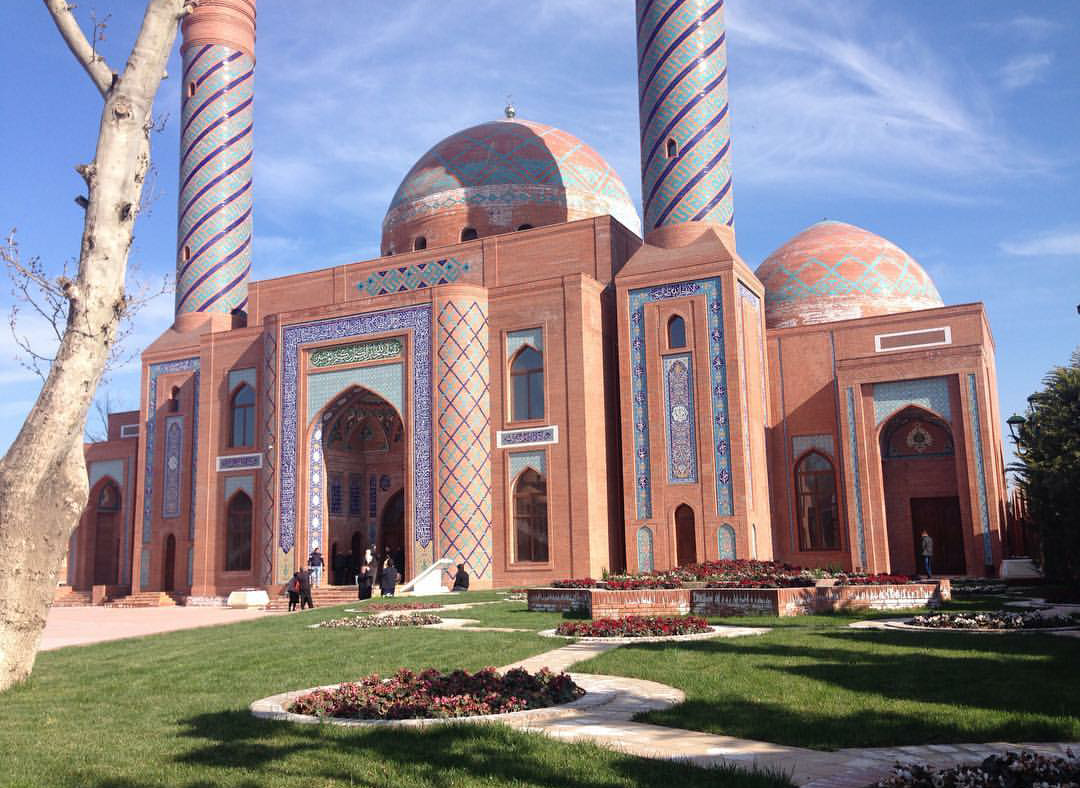
Imamzadeh a Ganja

Nel 2010–2016 sono stati eseguiti importanti lavori di ricostruzione e restauro nel complesso di Imamzadeh, nonché sulla strada Gəncə-Zazali che porta al complesso. Sono stati inviati in totale 31 milioni di manat per il restauro del Mausoleo di Imamzadeh e 17 milioni di manat per la ricostruzione delle strade.
Sul territorio del complesso sono stati posati 10.000 mq di manto di asfalto, decorato con pietre ornamentali, ed è stato installato l'impianto di illuminazione, e realizzata l'infrastruttura. Ci sono 2 minareti, namazgah (luogo di preghiera) e sala visitatori con un'altezza di 42 metri, oltre a 2 parcheggi per 500 auto nella zona. Il primo piano dell'edificio principale di tre piani del mausoleo è adibito al guardaroba. Il secondo piano è composto da locali amministrativi e il terzo piano è adibito ad albergo.

## Caratteristiche architettoniche
L'Imamzadeh era originariamente una tomba nell'alto medioevo. Poi la tomba si trasformò gradualmente in un grande complesso a seguito della costruzione di un mausoleo su di essa. Rispetto all'accresciuta importanza del mausoleo come santuario, furono aggiunti nuovi elementi artigianali e architettonici. Il mausoleo è il monumento principale del complesso e mostra come molti mausolei abbiano acquisito caratteristiche architettoniche di culto, perdendo le loro caratteristiche di monumenti commemorativi nei secoli XVI-XIX. Il mausoleo appartiene ai tipi di edifici a torre-cupola.
Un arco a due piani formava il prolungamento del mausoleo, circondando da tre lati il nucleo centrale, con un portale dalla parte orientale. Questo arco risale al XVII secolo. Caratteristica peculiare dell'estensione è un margine di arcate ogivali con cornici rettangolari. Il mausoleo è costruito con mattoni squadrati. All'interno del mausoleo c'è uno zarih (custodia esterna del sarcofago).
Le parti principali del complesso sono l'edificio della tomba e il cimitero. Inoltre, sette cupole, moschea, case dei caravanserragli, la cupola del cancello d'ingresso al monumento (nona cupola), ornamenti e iscrizioni sulle lapidi, piscina e altri edifici ausiliari insieme alla cupola della tomba principale, modellano la struttura architettonica del mausoleo di Imamzadeh.
Un grande e alto edificio della moschea con 3 minareti è stato costruito sopra la tomba di Imamzadeh. La cupola centrale della moschea è decorata con elementi floreali e con simbolici caratteristici disegni di pavone. La cupola centrale si differenzia notevolmente dalle altre per struttura e dimensioni. La sua altezza è di 14,7 metri. Dal punto di vista delle architetture, questa cupola si distingue per le sue eleganti caratteristiche di progetto. La cupola centrale, che è chiamata “Imam Ibrahim”, ha la forma di un antico elmo (təskulə). Il diametro della cupola è di 4,4 metri.

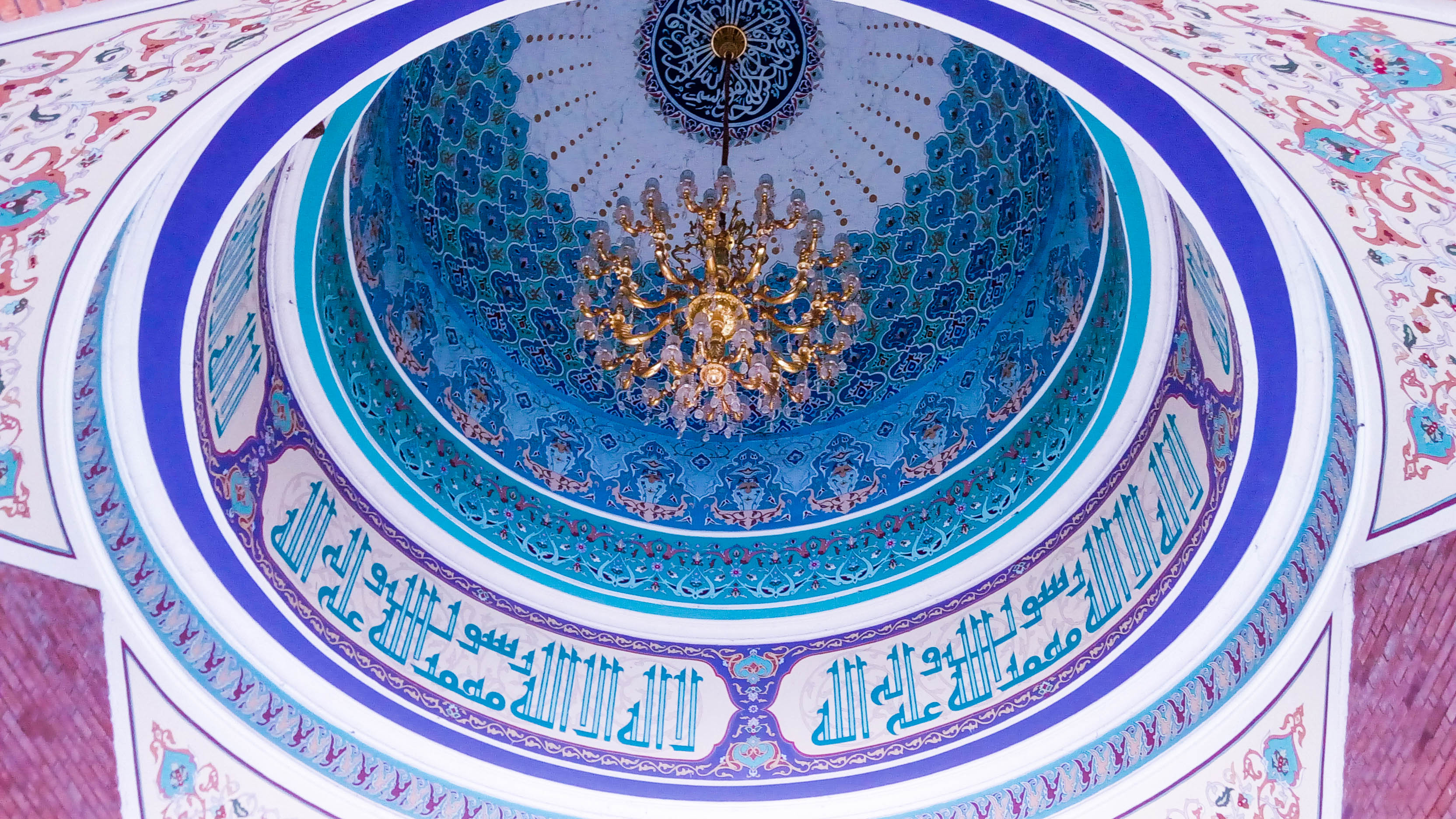
Cupola dell'Imam Ibrahim

Il mausoleo è stato costruito utilizzando mattoni rossi e sono state utilizzate caratteristiche specifiche della Scuola di architettura di Arran. Piccole celle a cupola sui lati destro e sinistro della cupola centrale sono state successivamente aggiunte al monumento nei secoli XIII-XVI.
La parte più importante della tomba di Imamzadeh in termini di aspetto è la cupola e il suo corpo cilindrico decorato con piastrelle colorate blu e verdi. Nella decorazione delle facciate sono state utilizzate principalmente piastrelle blu. Gli ornamenti a forma di baklava e altre figure sono di viola scuro. Allo stesso tempo, è anche possibile trovare singole tessere verdastre. Questi elementi decorativi sono stati aggiunti ai monumenti nei secoli XIV-XVII. Il primo piano della facciata sud-orientale è costituito da tre archi.

## Ricerca
Le prime ricerche sul Mausoleo di Imamzadeh situato nella città di Gəncə in Azerbaigian furono condotte da L. S. Bretanickij e autore del libro "Azerbaijan Architecture" (1952) contiene alcune informazioni sull'antico monumento a Gəncə. Tuttavia, l'investigatore considera il Mausoleo di Imamzadeh come un monumento del XVIII secolo per errore (senza leggere le iscrizioni nel mausoleo).
Per la prima volta il ricercatore-architetto Niyazi Rzayev nel suo articolo intitolato "Ganja Imamzadeh Mausoleum" non solo fornisce le caratteristiche architettoniche e artistiche del monumento, ma anche informazioni dettagliate sulla sua storia. Nel 1947 N. Rzayev iniziò le ricerche dal punto di vista scientifico del Mausoleo di Imamzadeh. Dopo dieci anni, nel 1957 il suo articolo fu pubblicato nel secondo volume della collezione del Museo di Storia dell'Azerbaigian.
Una delle fonti scientifiche che riflette la storia dell'Imamzadeh di Ganja è la monografia "Storia dell'architettura azera" pubblicata nel 1963 in russo. In questo libro, pubblicato da M. Huseynov, L. Bretanickij e A. Salamzadeh, sono state fornite informazioni più generali sull'Imamzadeh di Gəncə.
Nella monografia di A. Salamzade "Architettura dell'Azerbaigian (XVI-XIX secoli)", pubblicata a Baku nel 1964, le caratteristiche architettoniche del monumento vengono esplorate a fondo.
Le ricerche dell'archeologo Isaac Jafarzadeh, che per molti anni condusse ricerche archeologiche nel territorio dell'antica Gəncə e che pubblicò i risultati sotto il nome di "Saggio storico-archeologico dell'antica Gəncə" nel 1949 a Baku, è una delle fonti importanti per lo studio della storia del mausoleo di Imamzadeh.
Importante è anche la serie di lavori scientifici di Meshadykhanim Nemet in termini di indagine dettagliata sulla storia dell'Imamzadeh di Gəncə. Le sue opere "Luoghi sacri a Baku" (Baku, 1992) e "Monumenti epigrafici a Gəncə" (Baku, 1991) illustrano la storia e alcuni aspetti del Mausoleo di Imamzadeh.